# 兵庫県道352号住吉住永線
兵庫県道352号住吉住永線（ひょうごけんどう352ごう すみよしすみながせん）は、兵庫県小野市を通る一般県道である。

## 概要
小野市住吉町から小野市住永町に至る。

### 路線データ
- 起点：小野市住吉町（住吉町交差点、兵庫県道75号小野藍本線交点）
- 終点：小野市住永町（兵庫県道23号三木宍粟線）
- 総延長：5.086 km

## 路線状況

### 重複区間
- 兵庫県道18号加古川小野線（小野市古川町・古川交差点 - 小野市喜多町）

## 地理

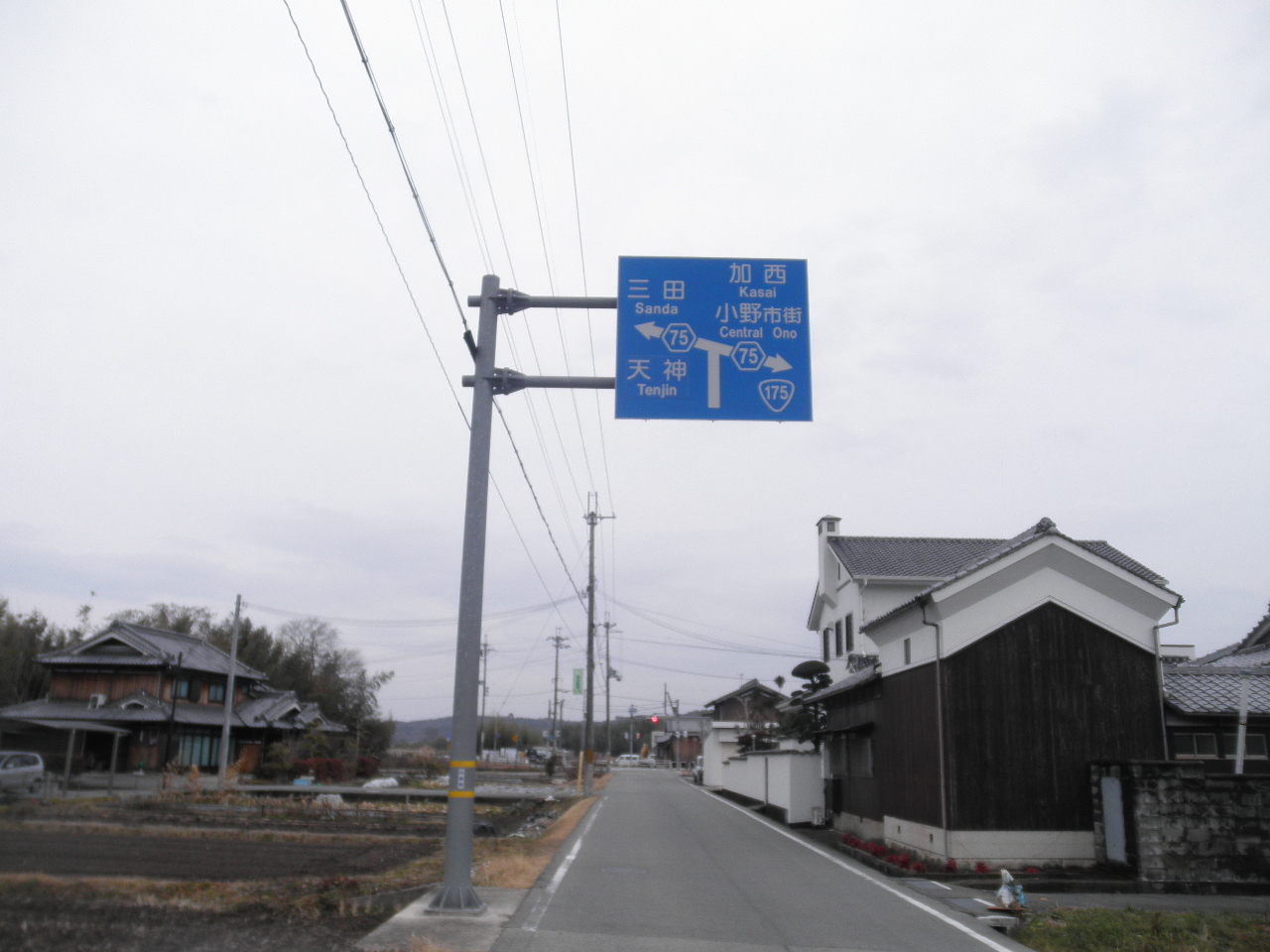
起点付近
兵庫県小野市住吉町で撮影

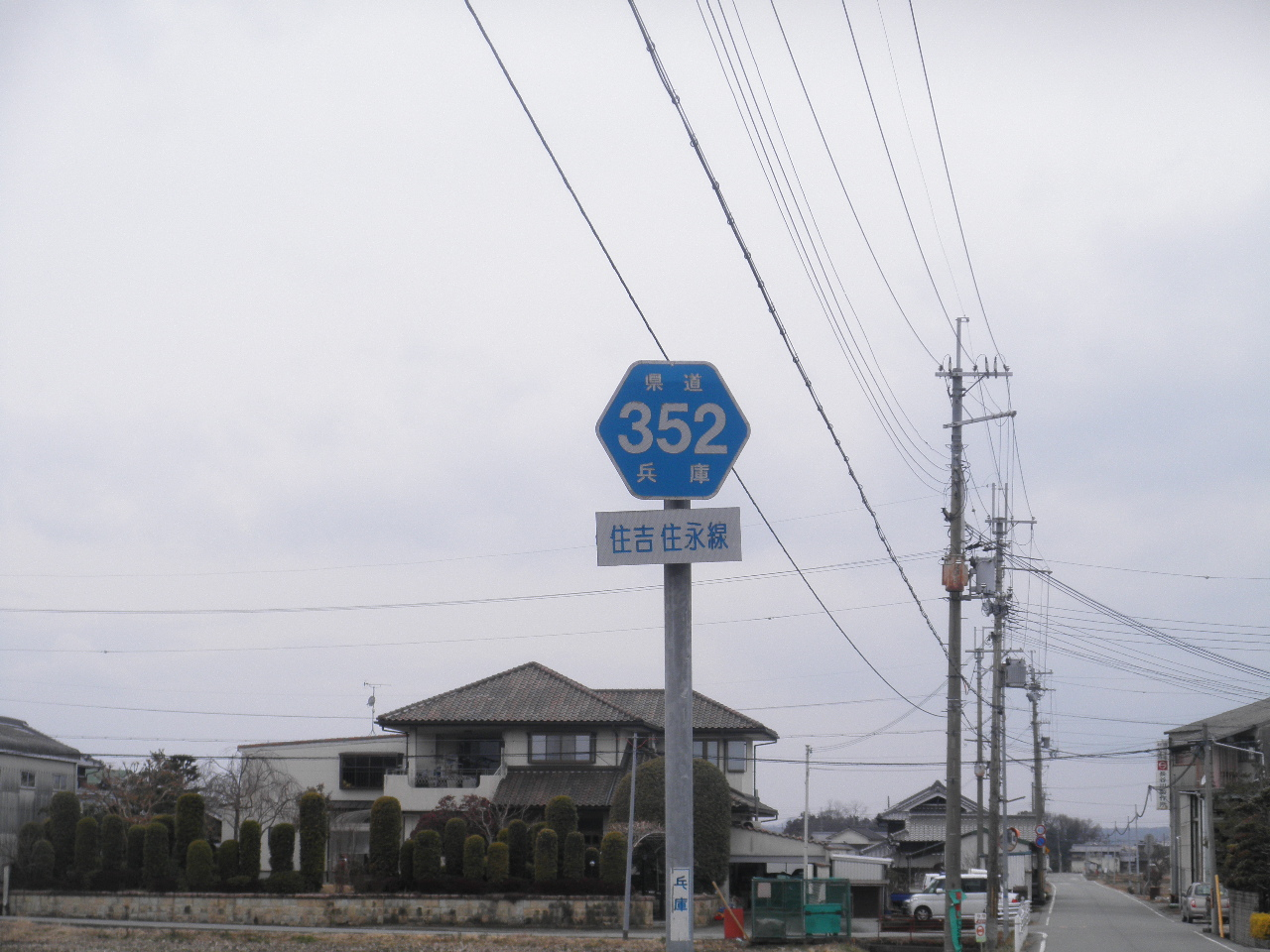
本道の標識
兵庫県小野市久保木町で撮影

### 通過する自治体
- 小野市

### 交差する道路
| 交差する道路                          | 交差する場所 | 交差する場所        |
| ------------------------------------- | ------------ | ------------------- |
| 兵庫県道75号小野藍本線                | 住吉町       | 住吉町交差点 / 起点 |
| 国道175号 国道427号 重複              | 久保木町     | 久保木町交差点      |
| 兵庫県道18号加古川小野線 重複区間起点 | 古川町       | 古川交差点          |
| 兵庫県道18号加古川小野線 重複区間終点 | 喜多町       |                     |
| 兵庫県道23号三木宍粟線                | 住永町       | 終点                |

### 沿線
- 加古川